# Lasse Kjus
Lasse Kjus (Oslo, Noruega 1971) és un esquiador noruec, ja retirat, un dels millors de les dècades del 1990 i del 2000.

## Biografia
Va néixer el 14 de gener de 1971 a la ciutat d'Oslo, capital de Noruega.

## Carrera esportiva
Va participar als 21 anys en els Jocs Olímpics d'Hivern de 1992 realitzats a Albertville, on no finalitzà la competició d'eslàlom gegant. En els Jocs Olímpics d'Hivern de 1994 realitzats a Lillehammer (Noruega) aconseguí guanyar la medalla d'or en la prova de combinada alpina, finalitzant així mateix setè en l'eslàlom gegant, dotzè en el Super Gegant i divuitè en la prova de descens. No aconseguí finalitzà, però, la prova d'eslàlom especial. En els Jocs Olímpics d'Hivern de 1998 realitzats a Nagano (Japó) aconseguí guanyar la medalla de plata en les proves de combinada nòrdica i de descens, finalitzant vuitè en la prova d'eslàlom Gegant i novè en el Super Gegant. En els Jocs Olímpics d'Hivern de 2002 realitzats a Salt Lake City (Estats Units) guanyà la medalla de plata en la prova de descens i la medalla de bronze en la prova d'eslàlom gegant, finalitzant així mateix cinquè en la combinada nòrdica. En els Jocs Olímpics d'Hivern de 2006 realitzats a Torí (Itàlia), i amb trenta-cinc anys, finalitzà catorzè en les proves de descens i super gengant, i divuitè en l'eslàlom gegant. En aquests mateixos Jocs no aconseguí finalitzar la prova de combinada, la seva gran especialitat.
Al llarg de la seva carrera ha guanyat 11 medalles en el Campionat del Món d'esquí alpí, destacant els ors aconseguits el 1993 (combinada) i 1999 (eslàlom gegant i super gegant). El 1999 aconseguí un fet extraordinari en guanyar medalles en les cinc proves disputades en el Campionat del Món, esdevenint el primer esquiador a fer-ho.

### Resultats a la Copa del Món
- 18 victòries
  - 10 descens
  - 4 combinades
  - 2 eslàlom gegants
  - 2 super gegants

| Temporada | Especialitat |
| --------- | ------------ |
| 1994      | Combinada    |
| 1996      | General      |
| 1999      | General      |
| 1999      | Descens      |
| 1999      | Combinada    |
| 2001      | Combinada    |

| Data                 | Seu           | Cursa          |
| -------------------- | ------------- | -------------- |
| 16 de gener, 1994    | Kitzbühel     | Combinada      |
| 2 de febrer, 1995    | Vail          | Super gegant   |
| 21 de desembre, 1995 | Kranjska Gora | Eslàlom gegant |
| 29 de desembre, 1995 | Bormio        | Descens        |
| 6 de març, 1996      | Kvitfjell     | Descens        |
| 26 de gener, 1997    | Kitzbühel     | Combinada      |
| 2 de març, 1997      | Kvitfjell     | Descens        |
| 12 de desembre, 1998 | Val-d'Isère   | Descens        |
| 18 de desembre, 1998 | Val Gardena   | Descens        |
| 16 de gener, 1999    | Wengen        | Descens        |
| 17 de gener, 1999    | Wengen        | Combinada      |
| 22 de gener, 1999    | Kitzbühel     | Descens        |
| 10 de març, 1999     | Sierra Nevada | Descens        |
| 21 de gener, 2001    | Kitzbühel     | Combinada      |
| 19 de desembre, 2003 | Val Gardena   | Super gegant   |
| 22 de gener, 2004    | Kitzbühel     | Descens        |
| 4 de desembre, 2004  | Beaver Creek  | Eslàlom gegant |
| 10 de març, 2005     | Lenzerheide   | Descens        |